# Kazim Akboga
Kazim Akboga (geboren 20. August 1982 in Schweinfurt als Kazım Akboğa; gestorben 9. Februar 2017 in Falkensee) war ein deutscher Sänger, Liedtexter, Komponist, DJ, Webvideoproduzent und Werbetexter türkischer Abstammung. Bekannt wurde er 2015 mit seinem Lied Is mir egal sowie durch seine Teilnahme an der Musik-Castingshow Deutschland sucht den Superstar.

## Leben und Karriere
Akboga wuchs als Sohn türkischer Einwanderer in Schweinfurt auf. Sieben Jahre lang betrieb er zusammen mit seinen Eltern einen Dönerladen. Danach absolvierte er eine Ausbildung zum Fremdsprachenkorrespondenten für Englisch und Spanisch. Parallel entstanden erste Gedichte und Texte. Mehrere Jahre arbeitete er in Hamburg als Werbetexter. 2013 zog er nach Berlin-Neukölln, wo er kurzzeitig weiter in einer Werbeagentur beschäftigt war und sich dann auf seine Musik konzentrierte, die er über YouTube veröffentlichte.
2014 veröffentlichte er sein Album Albüm is mir egal, auf dem auch das Musikstück Is mir egal enthalten war. Mit diesem trat Akboga im Februar 2015 bei der 12. Staffel der Casting-Show Deutschland sucht den Superstar auf. Zwar konnte er mit seinem Auftritt nicht den Recall in der Show erreichen, wurde aber einem breiteren Publikum bekannt, was zu einer viralen Verbreitung des Songs im Internet führte.
Im Dezember 2015 verwendeten die Berliner Verkehrsbetriebe eine Abwandlung des Musikstücks für einen Werbeclip, in dem Akboga als Fahrkartenkontrolleur und Busfahrer auftrat. Diese Aktion wurde ein durchschlagender Erfolg, binnen der ersten sechs Stunden sahen sich bereits 640.000 Menschen auf der BVG-Facebook-Seite das Video an, das Video verbreitete sich global viral und erreichte bald über 15 Millionen Aufrufe. Den Kult gewordenen Spruch „Is mir egal“ ließ er sich auch auf seinen Oberarm tätowieren.
2016 war Akboga mit seinem Titel Kebab get up erneut bei Deutschland sucht den Superstar und konnte auch hier die Jury nicht überzeugen. Akboga war in Felix Charins Spielfilm Therapie aus dem Jahr 2016 in einer Nebenrolle zu sehen. In einer Folge der Serie Der Wedding kommt trat er 2017 noch einmal in der Rolle eines Kontrolleurs auf. Später erschienen weitere Musikstücke. Live trat Akboga unter anderem mit dem Stimmungssänger Willi Herren und dem Rapper Serc auf.
Im Februar 2017 beging Akboga im Alter von 34 Jahren Suizid. Der Sänger war nach Aussage seiner Familie bereits längere Zeit in psychologischer Behandlung.
Im Ullstein Verlag erschien postum im März 2017 sein Buch Zebra ist schwarz und weiß – und trotzdem glücklich.

## Veröffentlichungen
- 2014: Albüm is mir egal
- 2014: Is mir egal
- 2014: Weihnach is da!
- 2015: Serc feat. Kazim Akboga – Is’ mir egal
- 2015: Willi Herren und Kazim – Is’ mir egal
- 2016: Deutschland is gute Land
- 2016: Ficken für den Frieden
- 2016: Ganz normal
- 2016: Kebab get up

## Schrift
- Zebra ist schwarz und weiß – und trotzdem glücklich. Ullstein Taschenbuch, 2017, ISBN 978-3-548-37692-9.